# Hrabstwo Midland (Michigan)
Midland – hrabstwo w USA, w stanie Michigan, na Półwyspie Dolnym, w regionie Central (Mid-Michigan). Siedzibą hrabstwa jest Midland.

## Miasta
- Coleman
- Midland

## Wioski
- Sanford

## Hrabstwo Barry graniczy z następującymi hrabstwami
- północ – hrabstwo Gladwin
- wschód – hrabstwo Bay
- południowy wschód – hrabstwo Saginaw
- południe – hrabstwo Gratiot
- zachód – hrabstwo Isabella
- północny zachód – hrabstwo Clare